# Lőcsei Gabriella
Lőcsei Gabriella (Pápa, 1945. július 6. –) Balázs Béla-díjas magyar újságíró.

## Életpályája
Szülei Lőcsei Imre és Csizmadia Anna. 1963-1968 között az ELTE BTK magyar-latin szakos hallgatója volt. 1968-ban nyomdai korrektorként dolgozott. 1968-1969 között a Központi Statisztikai Hivatal munkatársa volt. 1969-1973 között a Kisalföldnél dolgozott. 1973 óta a Magyar Nemzet munkatársa, főmukatársa, 1991-1999 között kulturális rovatvezetője, 2002 óta felelős szerkesztője. 1991 óta a Magyar Katolikus Újságírók Szövetségének főtitkára. 1993 óta a Magyar Televízió etikai bizottságának tagja. 1996 óta a Balassi Bálint-emlékkard kuratóriumának tagja. 2002 óta a Szkíta Aranyszarvas díj kuratóriumának tagja.

## Díjai
- Mihályfi Ernő-díj (1976)
- Petőfi Sándor Sajtószabadság-díj (1992)
- a Táncsics Alapítvány díja (1994)
- Balázs Béla-díj (2023)